# Mompantero
Mompantero is een gemeente in de Italiaanse provincie Turijn (regio Piëmont) en telt 681 inwoners (31-12-2004). De oppervlakte bedraagt 30,1 km², de bevolkingsdichtheid is 23 inwoners per km².
De volgende frazioni maken deel uit van de gemeente: Urbiano, Seghino, Pietrastretta, Grangia, Marzano, San Giuseppe, Trinità.

## Demografie
Mompantero telt ongeveer 310 huishoudens. Het aantal inwoners steeg in de periode 1991-2001 met 5,2% volgens cijfers uit de tienjaarlijkse volkstellingen van ISTAT.
| Jaar | Inwoneraantal |
| ---- | ------------- |
| 1991 | 635           |
| 2001 | 668           |

## Geografie
De gemeente ligt op ongeveer 531 m boven zeeniveau.
Mompantero grenst aan de volgende gemeenten: Usseglio, Novalesa, Venaus, Bussoleno, Giaglione, Susa.